# سندروم استکهلم (ترانه)
«سندروم استکهلم» (به انگلیسی: Stockholm Syndrome) تک‌آهنگی از میوز و یکی از قطعه‌های آلبوم سال ۲۰۰۳ آن‌ها به‌نام آمرزش است. «سندروم استکهلم» در ۱۴ ژوئیهٔ ۲۰۰۳ به‌عنوان اولین تک‌آهنگ آن آلبوم منتشر شد.
شعر این ترانه به نظریهٔ سندروم استکهلم اشاره دارد که بر مبنای آن بعضی مواقع شخصی که به گروگان گرفته شده بدون توجه به خطری که متوجه اوست، علائم وفاداری به گروگان‌گیرش را نشان می‌دهد. در ترانهٔ میوز، راوی این موقعیت گروگانگیر است.